# Eduardo Molero Massa
Eduardo Molero Massa († València, 4 de juny de 1964) fou un advocat i polític valencià, diputat a les Corts durant la Segona República i procurador en Corts durant el franquisme.

## Biografia
Estudià al Col·legi de Sant Josep de València, regentat pels jesuïtes, i fou dirigent de l'Associació d'Estudiants Catòlics a la Facultat de Dret de la Universitat de València. Un cop llicenciat en dret va ingressar al Cos Jurídic Militar, del que n'hagué de retirar-se quan es va aprovar la Llei Azaña durant la Segona República Espanyola.
Militant de la Dreta Liberal Republicana (DRL), fou elegit diputat per la província de València a les eleccions generals espanyoles de 1933 pel Partit Republicà Conservador en coalició amb el PURA. Poc després es passà al Partit Agrari Espanyol. Després de la guerra civil espanyola va defensar en judici a alguns represaliats per les autoritats franquistes, com l'alcalde republicà de Sueca Bernardo Carbó Fuset.
El 1952 fou escollit membre de l'Acadèmia Valenciana de Jurisprudència i Legislació i de l'Institut de Dret Processal, i de 1955 a 1958 fou procurador en Corts per la seva qualitat de degà del Col·legi d'Advocats de València. Va morir en juny de 1964 després d'una llarga malaltia. Li fou atorgada la creu de l'Orde de Sant Ramon de Penyafort.